# Mirodije
Mirodije su osušeni dijelovi nekih biljaka (plodovi, lišće, cvjetovi, kore, korijenje, pupoljci) bogati eteričnim uljima i drugim specifičnim spojevima od kojih potječe aroma i okus.

## Opis
Mirodije se dodaju jelu radi boljeg okusa i mirisa. Svojim mirisom oplemenjuju jela, a bojom ih uljepšavaju. Jela začinjena mirodijama djeluju povoljno probavu i povećavaju apetit. Uporaba mirodija u kulinarstvu vrlo je velika. Mirodije se rabe pri pripremi hladnih i toplih predjela, juha, umaka, mesnih jela, variva, salata i slatkih jela.
U nekim nacionalnim kuhinjama mirodije imaju osobitu ulogu, npr. paprika u mađarskoj kuhinji, muškatni oraščić i metvica u engleskoj kuhinji, ljuti začini u indijskoj, indonezijskoj, meksičkoj i španjolskoj kuhinji. Francuska kuhinja poznata je po uprabi raznih kombinacija mirodija.
Mirodije nemaju u sebi otrovnih supstanca, ali nemaju ni hranjivih tvari.

## Čuvanje
Mirodije valja čuvati u dobro zatvorenim posudama, na hladnom,  suhom i tamnom mjestu.

## Podjela mirodija
Mirodije se mogu razvrstati prema zemlji ili kraju podrijetla na:
- domaće koje uspijevaju u našoj zemlji i drugim zemljama Europe, npr. kumin, domaći anis, mažuran, ružmarin, lovorov list, majčina dušica i grugi.
-mirodije iz tropskih i sutropskih krajeva uglavnom iz Prednje i Stražnje Indije, Kine, Indonezijskog otočja, Polinezije te Antila u Srednjoj Americi i iz Afrike, npr. cimet, piment, vanilija, klinčić, đumbir i drugi.

## Mirodije u trgovini
U posljednje vrijeme mirodije svih vrsta i neki začini dolaze u promet kao osušeni: cvjetovi, cvjetni listovi, listovi, grančice, kore, plodovi, sjemenje, zrna, mahune, podanci, prah, mljeveni, ekstrakt i sl. Budući da ugostitelji upotrebljavaju razne mirodije i začine, može se sastaviti i njihov popis kako dolaze u trgovinu kao osušeni:
- cvijet: lavanda
- cvjetni list: šafranka, origano
- tučak: šafran
- cvjetni pupoljak: lavanda, klinčić
- list: anis, celer, estragon, kadulja, lovor, mažuran, metvica, peršin, ružmarin, timijan (majčina dušica)
- grančica: estragon, ružmarin
- kora drveta: cimet
- plod i sjeme: anis, celer, čili, kardamom, kumin, kopar, muškatov oraščić, peršin, piment, bijela gorušica, crna gorušica, zvjezdasti anis, komorač
- mahuna: vanilija
- podanak: đumbir, kurkuma
- nadzemni dio biljke: bosiljak
- zrno: korijander, klekove bobe, piment
- prah: češnjak, crveni luk
- mljeveni: bijeli papar, crni papar, cimet, čili, đumbir, klinčić, korijandar, kardamom, klekove bobe, kurkuma, kumin, lovor, mažuran, kopar, muškatni oraščić, piment, timijan